# Chùa Châu Long
Chùa Châu Long còn có tên gọi là Châu Long Tự nằm phường Trúc Bạch, quận Ba Đình, Hà Nội. Chùa gắn liền với vị công chúa thời Trần, con gái vua Trần Nhân Tông đã từng tu ở đây. Về sau, chùa có dựng tượng thờ bà và được các vương triều sắc phong danh hiệu Linh Thông Công Chúa.